# Agente alquilante antineoplásico

TioTEPA, un agente químico alquilante.

Se llama agente alquilante a aquel fármaco empleado en quimioterapia para contribuir con grupos alquilo (alquilación) a macromoléculas biológicamente importantes, como el ADN. Los agentes alquilantes se consideran agentes citostáticos.

## Historia
Aunque se sintetizó en 1854, las propiedades vesicantes del gas mostaza sulfurado no se describieron hasta 1887. Como resultado del uso del gas mostaza sulfurado en la Primera Guerra Mundial, se observaron los efectos tóxicos penetrantes. El gas, un vesicante potente, causaba quemaduras tópicas de piel, ojos, pulmones y mucosas y, después de la exposición masiva, aplasia de la médula ósea, el tejido linfoide y ulceración del tubo gastrointestinal. Experimentos clínicos iniciales con el gas mostaza sulfurado aplicado tópicamente originaron la regresión de tumores penianos. Posteriormente, el Departamento de Defensa de Estados Unidos organizó un consorcio que confirmó la acción antineoplásica de las mostazas nitrogenadas en un linfosarcoma murino. En 1942 iniciaron estudios clínicos de varias mostazas en pacientes con linfoma y dieron origen a la era moderna de la quimioterapia del cáncer.

## Características
Los fármacos alquilantes quimioterapéuticos tienen en común la propiedad de convertirse en electrófilos potentes a través de la formación de intermedios del ion carbono o complejos de transición relacionados. Estos intermedios reactivos forman enlaces covalentes por alquilación de varias moléculas nucleofílicas, como los grupos fosfato, amino, sulfhidrilo, hidroxilo, carboxilo e imidazol.
Estos agentes ejercen su acción durante todas las fases del ciclo celular, directamente en el ADN, creando ligas cruzadas (enlace químico, átomo o grupo de átomos que conecta dos cadenas adyacentes de átomos en una molécula grande (ADN), un polímero, o una proteína) en los residuos del átomo de Nitrógeno 7 de la guanina, lo que causa roturas de la cadena de ADN dando lugar a un emparejamiento de bases anormal, inhibiendo la división celular y finalmente dando como resultado la muerte celular. Su toxicidad sistémica y resistencia a drogas son obstáculos importantes que limitan su eficacia clínica. Se está realizando un gran esfuerzo en el descubrimiento de combinaciones de agentes alquilantes con otros agentes anticancerígenos o con inhibidores de las enzimas reparadoras del ADN, topoisomerasas, COX-2, p34cdc2 quinasas, fosfatasas, proteínas de resistencia a múltiples fármacos y agentes antivasculares para mejorar su eficacia clínica. Además, se están desarrollando nuevos moduladores, tales como naftalimidas y sus análogos y moduladores selectivos del receptor de andrógenos, para aumentar la sensibilidad de las células cancerosas a los agentes antineoplásicos alquilantes.
Mencionado antes, el átomo de nitrógeno 7 de la guanina es particularmente susceptible a la formación de un enlace covalente con fármacos alquilantes bifuncionales y bien puede representar el objetivo principal que determina sus efectos biológicos. Otros átomos en las bases purina y pirimidina del DNA, incluyendo los átomos N1 y N3 en la adenina, N3 en la citosina y en el átomo de oxígeno O6 de la guanina, reaccionan para formar enlaces con estos agentes, igual que los grupos amino y sulfhidrilo de las proteínas.
Los agentes alquilantes son potentes electrófilos que se inactivan in vivo por reacción con el glutatión celular, catalizado por las enzimas glutatión S-transferasas. El aumento de la actividad de estas enzimas y los niveles de glutatión celular se correlacionan con la resistencia a los agentes alquilantes.

## Modo de acción
Los agentes alquilantes son monofuncionales (pueden reaccionar con solo una cadena de ADN) o bifuncionales (reaccionan con un átomo en cada una de las dos cadenas de ADN para formar enlaces covalentes cruzados con las cadena). Los agentes alquilantes actúan por tres mecanismos diferentes, lo que lleva a la alteración de la función del ADN y, en última instancia, a la muerte celular.
- En el primer mecanismo, el daño del ADN por agentes alquilantes implica la formación de puentes cruzados, es decir, enlaces entre átomos en el ADN.[4]
- En el segundo mecanismo, la alquilación también puede causar mutaciones debido al emparejamiento incorrecto de los nucleótidos.[4]
- En el tercer mecanismo, un agente alquilante une grupos alquilo a bases de ADN, mientras que las enzimas reparadoras de la cadena intentan reemplazar las bases alquiladas, lo que da como resultado la fragmentación del ADN.[4]

## Familia de agentes alquilantes
| Clasificación                        | Fármaco                                | Aplicación quimioterapéutica |
| ------------------------------------ | -------------------------------------- | --- |
| Mostazas nitrogenadas                | Mecloretamina                          | Enfermedad de Hodgkin, linfoma no Hodgkin |
|                                      | Ciclofosfamida Ifosfamida              | Leucemia linfocítica aguda y crónica; enfermedad de Hodgkin; linfoma no Hodgkin; mieloma múltiple, neuroblastoma; cáncer de mama, ovario, pulmón; tumor de Wilms; cáncer de cérvix, testículo; sarcoma de tejido blando |
|                                      | Melfalán                               | Mieloma múltiple; cáncer de mama y ovario |
|                                      | Clorambucilo                           | Leucemia linfocítica crónica; macroglobulinemia primaria; enfermedad de Hodgkin; linfoma no Hodgkin |
| Etileneiminas y metilmelaminas       | Altretamina                            | Cáncer de ovario |
|                                      | Tiotepa                                | Cáncer de vejiga, mama, ovario |
| Derivado de metilhidrazina           | Procarbazina                           | Enfermedad de Hodgkin |
| Alquilsulfonato                      | Busulfán                               | Leucemia mielógena crónica |
| Nitrosoureas                         | Carmustina                             | Enfermedad de Hodgkin, linfoma no Hodgkin; tumor primario del cerebro; melanoma |
|                                      | Estreptozocina                         | Insulinoma pancreático maligno; carcinoide maligno |
| Triazenos                            | Dacarbazina, temozolomida              | Melanoma maligno; enfermedad de Hodgkin; sarcomas de tejido blando; glioma; melanoma |
| Complejos de coordinación de platino | Cisplatino, carboplatino, oxaliplatino | Cáncer de testículo, ovario, vejiga, esófago, pulmón, colon |

Debe notarse que, aunque el cisplatino y otros complejos de platino no forman intermedios de ion carbonio como otros medicamentos alquilantes, ni alquilan formalmente ADN, se unen de manera covalente a sitios nucleofílicos en el ADN y comparten muchos atributos farmacológicos que justifican su inclusión en la clase de agentes alquilantes.

## Toxicidad
Toxicidad en la médula ósea
Los fármacos alquilantes difieren en sus formas de actividad antitumoral y en los sitios y gravedad de sus efectos secundarios. Casi todos causan toxicidad que limita la dosis de elementos de la médula ósea y en menor grado la mucosa intestinal. La mayor parte de los fármacos alquilantes, incluyendo mostaza nitrogenada, melfalán, clorambucilo, ciclofosfamida e ifosfamida, originan mielosupresión aguda.
Toxicidad de mucosas
Además de los efectos en el sistema hemopoyético, los fármacos alquilantes son muy tóxicos para células mucosas en división y originan ulceración de la mucosa bucal y denudación intestinal.
Neurotoxicidad
Los efectos adversos en el sistema nervioso central se manifiestan con náuseas y vómitos, en particular después de la administración intravenosa de mostaza nitrogenada. La ifosfamida es el más neurotóxico de esta clase de fármacos y produce alteraciones del estado mental, coma, convulsiones generalizadas y ataxia cerebelosa.
Leucemia
Como una clase de fármacos, los medicamentos alquilantes son altamente leucemógenos. La incidencia de leucemia no linfocítica aguda, asociada a menudo con deleciones parciales o totales de los cromosomas cinco o siete, llega al máximo alrededor de cuatro años después del tratamiento y puede afectar hasta 5% de los pacientes que se tratan con regímenes que contienen fármacos alquilantes.